# Carl Rutensparre
Carl Rutensparre, född den 31 mars 1724, död den 21 juni 1788, var en svensk sjökrigare. Han var son till Gustaf Rutensparre och farbror till Johan Lorens Rutensparre.
Rutensparre inträdde 1743 i tjänst vid amiralitetet och utnämndes 1755 till kaptenlöjtnant. Under Pommerska kriget utförde han, i sammanhang med Fersens bekanta anfall på öarna Usedom och Wollin, en av de få lyckade offensivrörelser, som detta långvariga krig från svensk sida har att uppvisa. Med 13 smärre fartyg angrep han nämligen den 10 september 1759 på Stettiner Haff en preussisk flottilj på tolv fartyg (som hade ett större kanonantal än den svenska eskadern) och lyckades efter fyra timmars drabbning erövra hela den fientliga flottiljen, så när som på tre barkasser; han tog därvid till fånga 24 officerare samt 500 underofficerare och meniga. Svenskarnas förlust var 13 döda och 11 sårade. Rutensparre befordrades 1760 till amiralitetskapten och 1768 till kapten på stat samt tog 1770 avsked.